# Żelazków (gmina)
Żelazków (do 1954 gmina Zborów) – gmina wiejska w Polsce położona w województwie wielkopolskim, w powiecie kaliskim. W latach 1975–1998 gmina administracyjnie należała do województwa kaliskiego.
Siedziba gminy to Żelazków.
Według danych z 31 grudnia 2024 gminę zamieszkiwało 9580 osób.

## Struktura powierzchni
W 2005 obszar gminy Żelazków wynosił 113,57 km² (ob. 113,65 km²), w tym:
- użytki rolne: 94,92 km²:
  - grunty orne: 86,37 km²,
  - sady: 1,53 km²,
  - łąki: 5,77 km²,
  - pastwiska: 1,25 km²,
- lasy: 8,92 km²,
- pozostałe grunty (w tym nieużytki): 9,73 km².

## Demografia

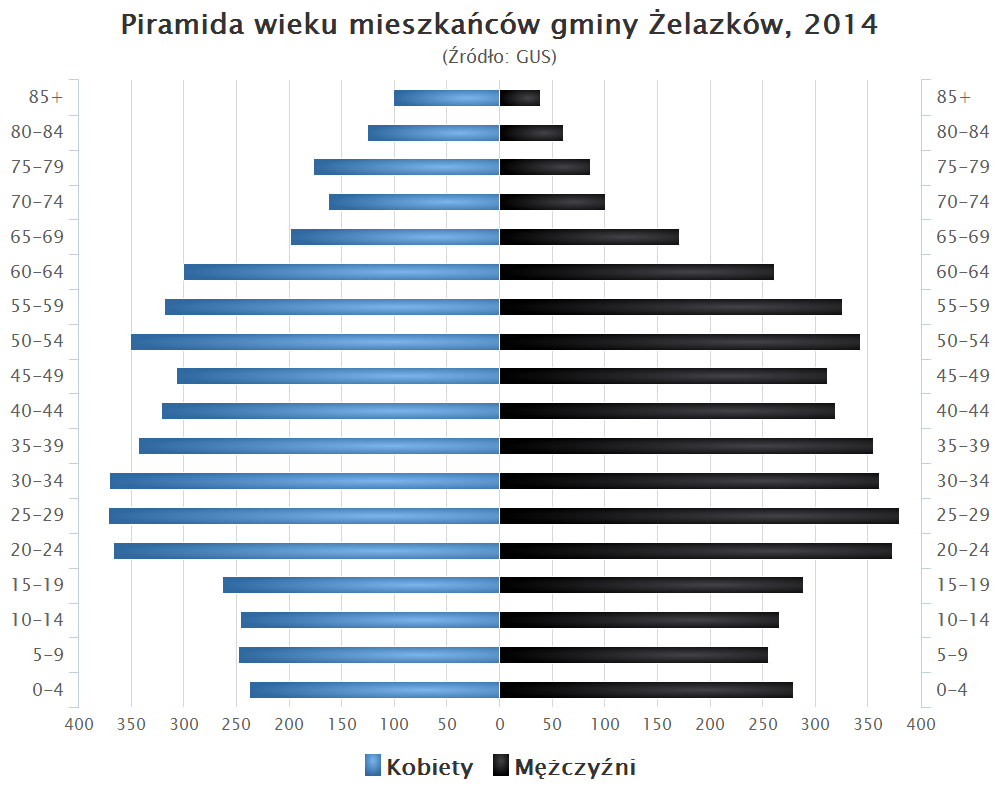
Piramida wieku mieszkańców gminy Żelazków w 2014 roku

Dane z 31 grudnia 2024:
| Opis                              | Ogółem | Ogółem | Kobiety | Kobiety | Mężczyźni | Mężczyźni |
| --------------------------------- | ------ | ------ | ------- | ------- | --------- | --------- |
| jednostka                         | osób   | %      | osób    | %       | osób      | %         |
| populacja                         | 9580   | 100    | 4835    | 50,5    | 4745      | 49,5      |
| gęstość zaludnienia (mieszk./km²) | 84,3   | 84,3   | 42,5    | 42,5    | 41,8      | 41,8      |

## Sołectwa
Anielin, Czartki, Dębe, Florentyna, Garzew, Goliszew, Helenów, Ilno, Janków, Kokanin, Kolonia Kokanin, Kolonia Skarszewek, Borków Nowy, Pólko, Russów, Skarszew, Skarszewek, Borków Stary, Szosa Turecka, Tykadłów, Wojciechówka, Zborów, Złotniki Małe, Złotniki Wielkie, Żelazków.

## Pozostałe miejscowości
Biernatki, Chrusty, Góry Zborowskie, Góry Złotnickie, Koronka, Michałów, Niedźwiady, Russówek, Strugi, Witoldów.

## Sąsiednie gminy
Blizanów, Ceków-Kolonia, Kalisz, Mycielin, Opatówek, Stawiszyn